# 4406 Mahler
A 4406 Mahler (ideiglenes jelöléssel 1987 YD1) a Naprendszer kisbolygóövében található aszteroida. Freimut Börngen fedezte fel 1987. december 22-én.